# Zenith Bank
Zenith Bank Plc est un prestataire de services financiers au Nigéria et en Afrique de l'Ouest anglophone. Son siège social est situé à Victoria Island, à Lagos. Elle est agréée comme banque commerciale par la Banque centrale du Nigéria, l'autorité nationale de régulation bancaire. 
Au 1er avril 2024, elle détenait un actif total de plus de 16,5 milliards de dollars, avec des capitaux propres de 854 millions de dollars. La société est cotée à la Bourse du Nigéria et à la Bourse de Londres. Malgré l'inflation actuelle au Nigéria, la banque a enregistré un bénéfice avant impôts (BAI) de 727,03 milliards de nairas au premier semestre 2024. Elle a remporté les prix de la « Banque de l'année » et de la « Banque de détail de l'année » lors des BAFI Awards en octobre 2024.

## Histoire
En 1990, Jim Ovia a fondé Zenith Bank plc pour concurrencer les quatre grandes banques existantes. Zenith Bank a été créée en mai 1990 et a commencé ses activités bancaires en juillet de la même année. À sa création, elle disposait d'un capital de 4 millions de dollars. Elle a débuté ses activités pendant la période de libéralisation du secteur bancaire par le gouvernement, lorsque la banque centrale a accordé jusqu'à vingt licences bancaires par an aux investisseurs. Le premier bureau de la banque était à l'origine une maison résidentielle sur l'île Victoria, transformée en salle bancaire.
Le 17 juin 2004, après une introduction en bourse réussie, la banque est devenue une société anonyme. Le 21 octobre 2004, ses actions ont été cotées à la Bourse du Nigeria (NGX). Les actions de la banque sont cotées à la Bourse de Londres (LSE) depuis l'introduction en bourse de 850 millions de dollars de ses actions à 6,80 dollars chacune, en 2013.

## Operations

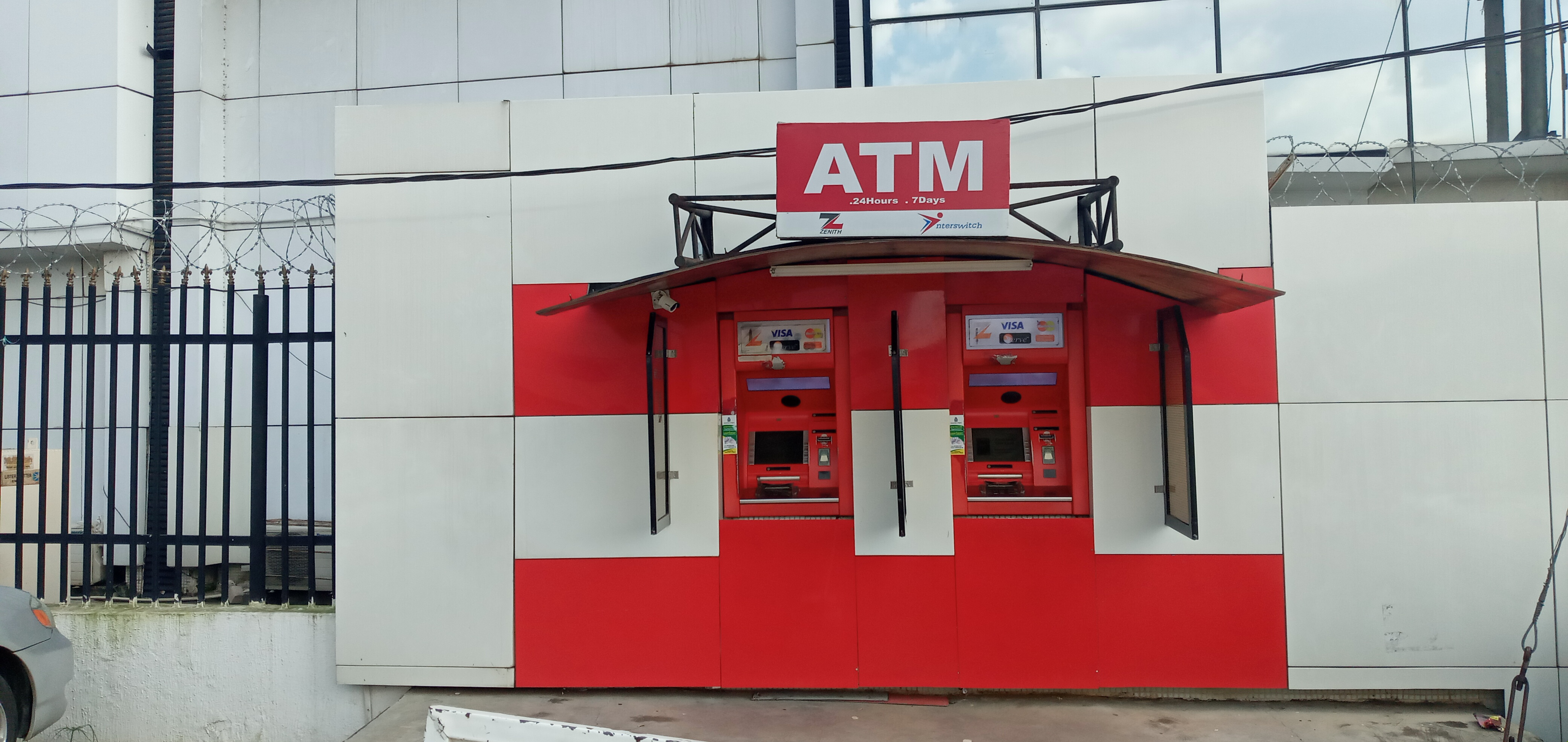
Distributeur automatique de billets Zénith Bank à Abuja

En 2016, Zenith Bank comptait plus de 500 succursales et bureaux dans tous les États et le Territoire de la capitale fédérale. Elle possède des filiales au Royaume-Uni, aux Émirats arabes unis, au Ghana, en Sierra Leone et en Gambie. La banque possède également un bureau en Chine.